# Marco Girolamo Vida
Marco Girolamo Vida (Cremona, h. 1489 - 27 de septiembre de 1566) fue un erudito, poeta y religioso humanista italiano que escribió su obra en latín.
Recibió el nombre de Marco Antonio a ser bautizado, pero lo cambió por Marco Girolamo cuando se incorporó a la Orden de los Canónigos Regulares de Letrán. Durante su adolescencia adquirió fama considerable por la composición de dos poemas didácticos en latín: el Juego del ajedrez (Scacchia ludus) y el Gusano de Seda (Bombyx). Esta reputación le indujo a buscar un lugar en la corte papal en Roma, que se convertía rápidamente en el sitio donde los estudiantes podían encontrar espacio adecuado para sus talentos literarios. Vida llegó a Roma en los últimos años del pontificado de Julio II. León X, su sucesor en 1513, lo trató con el favor esperado, concediéndole el priorato de San Silvestre en Frascati, y le pidió que compusiera un poema heroico en latín sobre la vida de Cristo. De este pedido surgió Christiados libri sex, la más célebre, sino la mejor obra de Vida. Sin embargo la misma no vio la luz en el curso del pontificado de León X. Entre los años 1520 y 1527, Vida escribió la segunda de sus obras maestras en hexámetros latinos, un poema didáctico sobre el Arte de la Poesía.
Clemente VII lo elevó a la dignidad de protonotario apostólico, y en 1532 lo nombró obispo de Alba. Es probable que fijase su residencia en esta ciudad poco después de la muerte del papa Clemente, y allí pasó el resto de sus años.

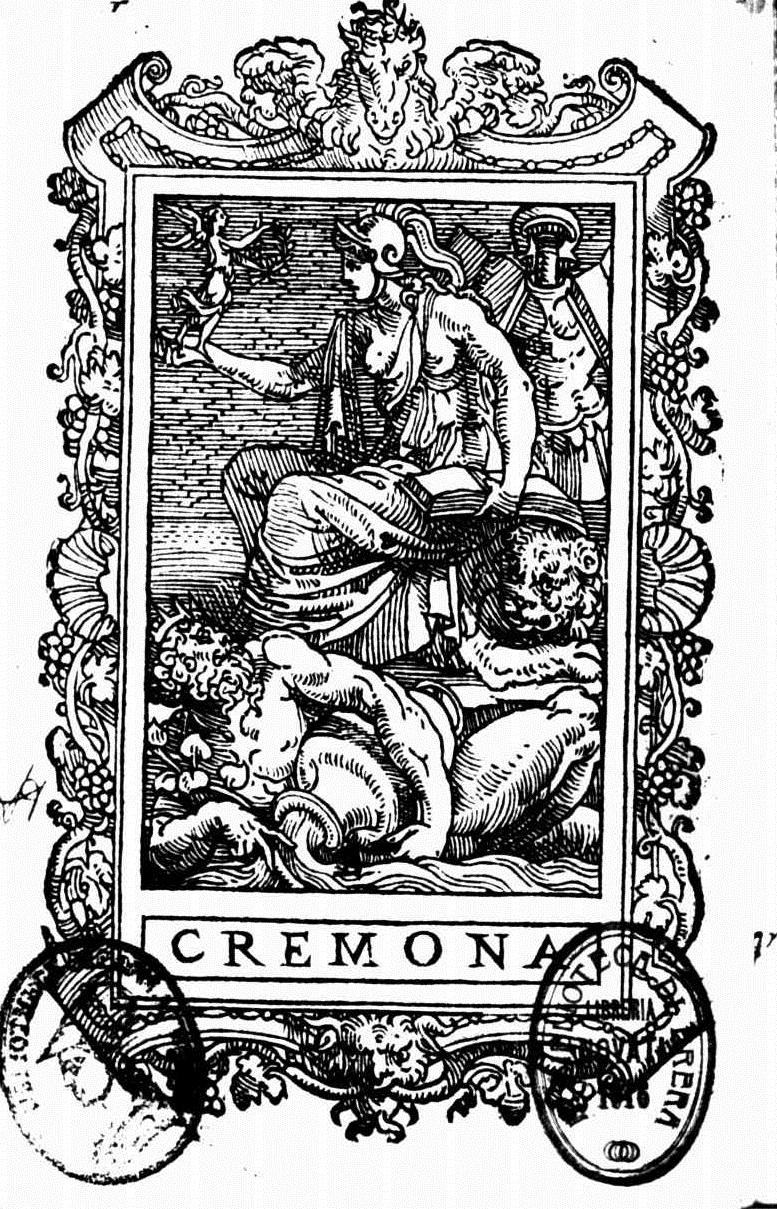
Cremonensium orationes III, frontispiece, 1550